# Ferrovia Cannes-Grasse
La ferrovia Cannes-Grasse è una linea ferroviaria, gestita dalla SNCF, che collega Cannes con Grasse.

## Storia
Durante le fasi di progettazione di una linea che congiungesse Marsiglia con Nizza, vennero ipotizzati due percorsi, uno che correva lungo la costa, l'altro più interno: i paesi dell'entroterra del Varo, tra cui Grasse, erano a favore di quest'ultimo tracciato, ma la scelta cadde sul primo.
Il 14 giugno 1861, con decreto imperiale, venne dichiarata di pubblica utilità una ferrovia che partendo da Cannes raggiungesse Grasse: fu concessa alla Compagnie des chemins de fer de Paris à Lyon et à la Méditerranée con un accordo firmato il 1º maggio 1863 con il ministro dei lavori pubblici. L'apertura, originariamente prevista per l'inizio del 1871, venne ritardata di qualche mese a seguito della guerra franco-prussiana: l'inaugurazione avvenne il 13 novembre 1871; per facilitare l'esercizio venne posto un secondo binario lungo la linea Marsiglia-Ventimiglia tra le stazioni di Cannes e Cannes-la-Bocca da dove originava quella per Grasse. Dopo l'apertura, il servizio ferroviario assunse la sua conformazione definitiva il 21 gennaio 1872: era articolato in quattro corse al giorno, diviso in tre classi, il tempo impiegato per coprire i circa 19 chilometri era di 35 minuti grazie a una velocità commerciale di 35 km/h ed era prevista una sola fermata intermedia a Mouans-Sartoux.
Tra la fine del XIX e l'inizio del XX secolo andò crescendo sempre più il turismo invernale, tanto che nel 1896 la stazione di Grasse fece registrare 195 117 passeggeri. Venne quindi ampliato il servizio, portato prima a sette e poi a otto corse giornaliere durante la stagione invernale, mentre nel periodo estivo veniva sospeso: tuttavia le proteste dei residenti portarono all'espletamento del servizio anche in estate. Nel 1903 furono sostituiti i treni e i tempi di durata del viaggio si attestarono intorno ai 45 minuti grazie a una velocità commerciale di circa 25 km/h. Nel 1909 la stazione di Grasse fu collegata al centro cittadino tramite una funicolare. Per testare la trazione elettrica, nell'autunno del 1909, un tratto della ferrovia fu dotato di una linea aerea leggera dalla società svizzera Alioth: questa era alimentata con corrente monofase alla tensione di 12 kV ~ 25 Hz, secondo le direttive degli ingegneri Auvert e Ferrand. Il 14 giugno il Ministro dei lavori pubblici autorizzò l'avvio delle sperimentazioni: le prime prove furono effettuate nell'autunno del 1910 tra Mouans-Sartoux e Grasse con una locomotiva di tipo 2B+B2, consegnata dal costruttore di Basilea e precedentemente utilizzata a Cannes come locomotiva a vapore. Le prove vennero effettuate principalmente di notte, con un carico che si aggirava tra le 200 e le 300 tonnellate: nonostante i buoni risultati, l'esperimento non venne continuato e la catenaria fu smantellata. Nel 1930 la velocità dei treni si aggirava tra i 25 km/h in salita e i 33 in discesa.
L'inizio del traffico automobilistico e l'introduzione di alcune linee di autobus a partire dal 1931, segnarono il declino della ferrovia, la quale vide contrarre il numero di passeggeri: nel 1933 le corse dei treni si ridussero a tre, più una quarta mista tra merci e passeggeri. Il 2 ottobre 1938 venne chiusa al traffico e, nello stesso anno, fu fermata anche la funicolare: restò attivo solo il traffico merci, effettuato con una locomotiva a vapore e dal 1965 con una diesel. Nel 1971 il servizio merci venne limitato alla Côte d'Azur Auto Transport, che si occupava dello stoccaggio di auto nuove.

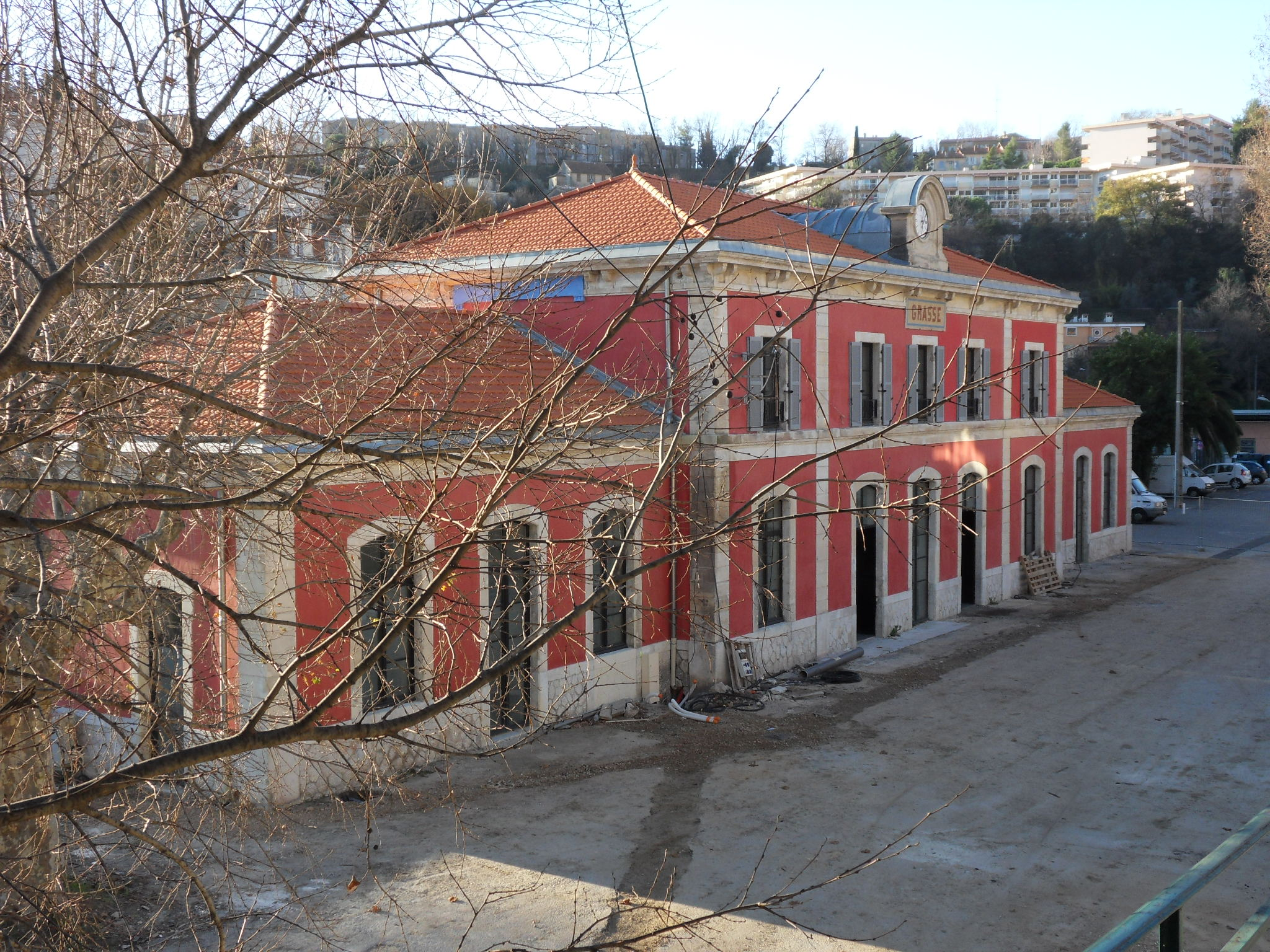
Il dismesso fabbricato viaggiatori della stazione di Grasse

All'inizio degli anni 1970 un'associazione locale chiese la riapertura della linea, motivata dalla saturazione della rete stradale, affiancata da una crescente urbanizzazione di Cannes e dei dintorni. Iniziarono quindi i lavori di ammodernamento fino a Ranguin, nel perimetro urbano di Cannes: i lavori riguardano la posa di un nuovo binario, la segnaletica, i passaggi a livelli, le stazioni e la creazione di due nuove fermate, ossia Les Bosquets e La Frayère, a servizio degli omonimi quartieri; la spesa totale fu di circa cinque milioni di franchi. Per la prima volta in Francia inoltre, una comunità acquistò un'automotrice, di tipo X 4630, con a disposizione 149 posti a sedere in un'unica classe, affidata al deposito di Marsiglia e gestita dalla SNCF. La linea venne parzialmente riaperta il 27 maggio 1978 con un'offerta di dodici corse al giorno in un tempo di dodici minuti: alla fine del primo anno di attività si contarono un numero tra i 500 e gli 800 viaggiatori al giorno. Tuttavia il traffico passeggeri, con il passare del tempo, subì un calo, tant'è che fu presa in considerazione di chiudere la tratta alla fine dell'estate 1996: il 26 novembre 1995, a seguito di un'ondata di scioperi in Francia, il servizio venne sospeso e mai più ripreso; l'automotrice venne acquistata dalla SNCF, modernizzata e assegnata alla TER Picardie.
Nuovamente rinnovata e elettrificata, la linea venne riaperta nella sua interezza il 27 marzo 2005. Agli inizi degli anni 2010 cessò ogni tipo di traffico merci. Rimase chiusa per un periodo di circa quattro mesi dall'8 marzo al 7 luglio 2013 a casa di una frana avvenuta all'ingresso nord della galleria della Ferme de Ranguin. Una nuova chiusura, questa volta per permettere lavori di potenziamento, si ebbe tra l'11 dicembre 2016 e il 10 dicembre 2017, i quali permisero di allungare alcune banchine a 220 metri, la sostituzione di un passaggio a livelli con un ponte a Mouans-Sartoux e la chiusura di un passaggio a livello.

## Caratteristiche
La linea è a binario unico, elettrificato a 25 kV ~ 50 Hz e ha una lunghezza di 16,6 chilometri. Dalla stazione di Cannes-la-Bocca fino al chilometro 8,3 la velocità massima consentita è di 90 km/h, mentre sul restante tracciato è di 100 km/h.

### Percorso
| Continuation backward |

| Unknown route-map component "tSTRa" |

|  | Unknown route-map component "tBHF" |

| 193+132 |
| 0+000   |

| Unknown route-map component "tSTR" |

| Unknown route-map component "tSTRe" |

| Unknown route-map component "SPLa" |

| 190+547 |
| 2+585   |

| Unknown route-map component "veBHF-BHF" |

|  | Unknown route-map component "vSHI1l-STRl" | Unknown route-map component "CONTfq" |

| Stop on track |

| Stop on track |

| Unknown route-map component "SKRZ-Ao" |

| Enter and exit short tunnel |

| Stop on track |

| Enter and exit short tunnel |

|  | Unknown route-map component "ABZgnl" | Unknown route-map component "nKBSTeq" |

| Unknown route-map component "eHST" |

| Station on track |

| Unknown route-map component "eHST" |

| End station |

La ferrovia si stacca dalla linea Marsiglia-Ventimiglia nei pressi della stazione di Cannes-la-Bocca, lambendone il fabbricato viaggiatori ma non effettuando fermata in quanto non provvista di banchina, contrariamente a quanto avveniva nel periodo compreso tra il 1871 e il 1995. Curva quindi verso nord iniziando l'ascesa della collina di Croix-des-Gardes, con una pendenza compresa tra il 9 e il 13%: dopo aver servito le fermate di Bosquet e La Frayère, raggiunge la galleria Mas-Rouge, lunga 99 metri, per poi giungere alla stagione di Ranguin. Dopo aver attraversato l'autoroute A8 tramite un viadotto, raggiunge la galleria della Ferme de Ranguin, lunga 50 metri; sale quindi un'ulteriore rampa al 19% di pendenza, attraversa con un sottopasso la route nationale 85 e sopraggiunge alla stazione di Mouans-Sartoux. Riprende la salita e dopo aver passato il canale Siagne, arriva al capolinea della stazione di Grasse, a 211 metri di altezza.